# Harkemei
Harkemei, auch Hakelmai oder Hackemei, ist ein Erntedank-Brauch aus der Zeit des Kurkölnischen Sauerlands, wurde und wird noch stellenweise in Westfalen gefeiert, wenn das letzte entsprechend festlich mit einem Erntekranz geschmückte Strohfuder eingefahren wurde.
Da die früher üblichen Garbenfuder nicht ganz trocken eingefahren werden durften (um die Körnerverluste möglichst gering zu halten und auch vielleicht um die eingefahrene Ernte vor einem Feuerschaden zu bewahren), wurde das letzte Fuder symbolisch mit Wasser bespritzt beziehungsweise derjenige mit Wasser übergossen, der den Erntekranz über der Tenneneinfahrt befestigte. Diese Art von Segnung sollte auch für genügend Feuchtigkeit der Feldfrüchte zu Saatzeit und während des Wachstums sorgen.